# No hubo remedio

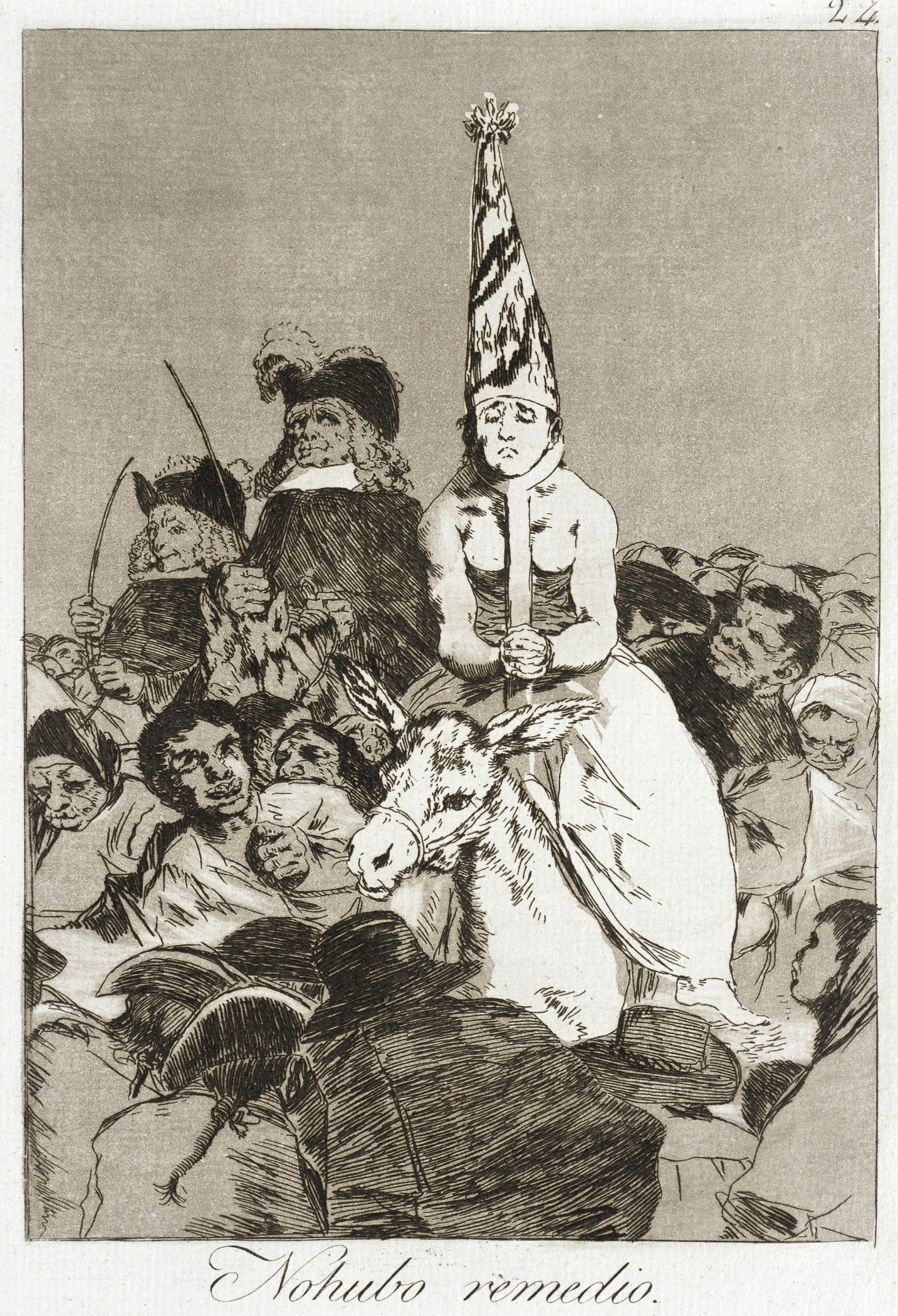
No hubo remedio

El aguafuerte No hubo remedio es un grabado de la serie Los Caprichos del pintor español Francisco de Goya. Está numerado con el número 24 en la serie de 80 estampas. Se publicó en 1799.

## Interpretaciones de la estampa
Existen varios manuscritos contemporáneos que explican las láminas de los Caprichos. El que se encuentra en el Museo del Prado se tiene como autógrafo de Goya, pero parece más bien despistar y buscar un significado moralizante que encubra significados más arriesgados para el autor. Otros dos, el que perteneció a Ayala y el que se encuentra en la Biblioteca Nacional, realzan la parte más escabrosa de las láminas.
- Explicación de esta estampa del manuscrito del Museo del Prado: A esta Santa Señora la persiguen de muerte! después de escribirla la vida la sacan en triunfo. Todo se lo merece, y si lo hacen por afrentarla, es tiempo perdido. Nadie puede avergonzar a quien no tiene vergüenza.[1]

- Manuscrito de Ayala: Encorozada: Se relaciona con los infieles, en esa época quien era infiel, era castigado de por vida. Se le colocaba un material para mantener su cabeza avergonzada para poder avergonzarse ante todos.